# 9143 Беркгед
9143 Беркгед (9143 Burkhead) — астероїд головного поясу.
Тіссеранів параметр щодо Юпітера — 3,622.
Названий на честь американського астронома, професора Університету Індіани Мартіна Беркгеда.